# Fontaines D.C.
Fontaines D.C. é uma banda irlandesa de pós-punk formada em Dublin em 2017. A banda é composta por Grian Chatten no vocal, Carlos O'Connell na guitarra, Conor Curley como segundo guitarrista, Conor Deegan III no contra-baixo e Tom Coll na bateria.
Depois de se conhecerem na faculdade de música e se unirem por um amor comum pela poesia, a banda começou a lançar singles e se apresentar ao vivo regularmente, assinando com a Partisan Records em 2018. O álbum de estréia da banda, Dogrel, foi lançado em 12 de abril de 2019 com ampla divulgação e aclamação da crítica; foi listado como Álbum do Ano no site da loja de discos Rough Trade, eleito Álbum do Ano pelos apresentadores da BBC Radio 6 Music e foi indicado tanto para o Mercury Prize quanto para o Choice Music Prize.
O segundo álbum de estúdio da banda, A Hero's Death, foi escrito e gravado em meio a uma extensa turnê de estreia e foi lançado em 31 de julho de 2020. A Hero's Death foi posteriormente indicado para Melhor Álbum de Rock no Grammy Awards de 2021. Seu terceiro álbum Skinty Fia, lançado em 2022, tornou-se o primeiro da banda a alcançar o número um no UK Albums Chart e Irish Albums Chart.

## História

### Formação
Carlos O'Connell, Conor Curley, Conor Deegan, Grian Chatten e Tom Coll se conheceram enquanto cursavam a faculdade de música no British and Irish Modern Music Institute em The Liberties, Dublin. Eles se uniram por um amor em comum pela poesia e lançaram coletivamente duas coleções de poesias, uma chamada Vroom, inspirada nos poetas Beat (Jack Kerouac, Allen Ginsberg) e outra chamada Winding, inspirada nos poetas irlandeses (Patrick Kavanagh, James Joyce , W. B. Yeats). Nenhum dos poemas publicados foi traduzido em canções, mas a faixa "Television Screens" em seu álbum debut "Dogrel" começou como um poema e foi transformada em uma canção. O vocalista Chatten é meio inglês (sua mãe é inglesa e seu pai é irlandês) e nasceu em Barrow-in-Furness, Cumbria, mas cresceu na cidade costeira de Skerries, no condado de Fingal, ao norte de Dublin Antes de iniciar o Fontaines D.C., Chatten fazia parte das bandas locais de indie rock Gun Runner e Thumbprint, atuando como baterista e guitarrista/cantor, respectivamente.
Coll e Deegan são de Castlebar no Condado de Mayo, enquanto Curley é de Emyvale no Condado de Monaghan, e O'Connell cresceu em Madri, Espanha. Deegan é visto regularmente vestindo roupas Mayo GAA durante apresentações ao vivo. A banda recebeu o nome de um personagem do filme O Poderoso Chefão chamado Johnny Fontane, um cantor e estrela de cinema interpretado por Al Martino. Fontane era afilhado de Vito Corleone. Originalmente, eles eram chamados de The Fontaines, mas adicionaram as iniciais "D.C." devido à uma banda em Los Angeles usar o mesmo nome. As iniciais D.C. significam "Dublin City".

### Início de carreira
Fontaines D.C. começou com singles auto-lançados. Em 2015 eles iriam lançar seu debut com o selo Louder Than War do jornalista musical John Robb. Em maio de 2017, Fontaines lançou o single "Liberty Belle", seguido de "Hurricane Laughter", "Winter In the Sun". "Liberty Belle" é uma homenagem ao Liberties, um bairro em Dublin onde moravam muitos membros da banda. Em 2018, Fontaines lançou os singles "Chequeless Reckless", "Boys In The Better Land" e "Too Real". A revista Stereogum divulgou o single "Chequeless Reckless" no início de 2018 e descreveu seu som como "uma síntese entre pós-punk, rock de garagem e um tipo de senso de ritmo e narrativa urbano e corajoso" e os nomeou como "banda para assistir".
Em maio de 2018, Fontaines tocou em estúdio no KEXP em Seattle. Em novembro de 2018, a banda assinou com a Partisan Records. Eles lançaram videoclipes dirigidos pelo colaborador frequente Hugh Mulhern. O vídeo de "Too Real" de 2018 foi inspirado na música de 1985 de The Pogues, "A Pair of Brown Eyes" e na banda Gilla Band, entre outros conceitos. O vídeo de 2019 para a música que Conor Curley co-escreveu chamada "Roy's Tune" foi dirigido por Liam Papadachi e foi inspirado nas caminhadas noturnas de Curley para casa depois de um trabalho em uma loja de burritos. Fontaines recebeu um subsídio de apoio do Irish Arts Council para financiar a turnê, o que lhes permitiu fazer uma turnê internacional. Eles também receberam financiamento da RTÉ 2fm.

### Dogrel
Em 12 de abril de 2019, a banda lançou seu álbum de estreia "Dogrel" pela Partisan Records. O título Dogrel é uma homenagem a Doggerel, poesia irlandesa da classe trabalhadora – 'poesia do povo' – que remonta a 1630. Foi popularizada por William McGonagall e depois por Ogden Nash. O registro foi gravado ao vivo em fita.
A NME disse que "Dogrel prova que o início da próxima grande esperança do punk talvez tenham sido prematura - há muito mais em Fontaines D.C. do que sua típica rebelião jovem e irritada". The Guardian deu ao álbum uma crítica de cinco estrelas, saudando-o como uma "estréia perfeita" e elogiando Chatten por abraçar o sotaque de Dublin. Paul Duggan deu ao álbum uma nota sem precedentes de 10 de 10 estrelas. The Times disse que "As bandas pós-punk do Shouty estão fazendo um retorno surpresa em 2019, com esse grupo irlandês brutal, mas articulado, emergindo como um dos mais cativantes. Capturando a sensação de viver em Dublin, pois equilibra o peso histórico com a turbulência financeira, o cantor Grian Chattan faz sua declaração de intenção anunciando em um discurso monótono na abertura, Big: 'Dublin na chuva é minha, uma cidade grávida com uma mente católica.'"
Em 2019, a banda excursionou extensivamente por cinquenta cidades em toda a Irlanda, Europa e América do Norte. Eles fizeram turnê com Shame e os Idles. Eles tocaram nove sets no SXSW 2019 ao longo de cinco dias, lotando locais e contando com a Gilla Band como uma grande influência. Também foram os convidados musicais no The Tonight Show Starring Jimmy Fallon em 1 de maio de 2019, apresentando "Boys in the Better Land".
Eles deveriam se apresentar no Glastonbury Festival em 2020; este seria o 50º aniversário do festival, mas teve que ser cancelado devido às crescentes preocupações com a pandemia do COVID-19. Em 14 de julho de 2020, eles realizaram um set ao vivo do icônico Kilmainham Gaol de Dublin como parte da série de televisão ao vivo chamada Other Voices. A gravação da performance foi lançada em vinil como um lançamento de edição limitada para o Record Store Day em 12 de junho de 2021 e mais tarde como um lançamento digital surpresa em 26 de novembro de 2021.

### A Hero's Death
A banda lançou seu segundo álbum em 31 de julho de 2020, intitulado A Hero's Death. A banda lançou a faixa-título em 5 de maio de 2020 como single junto com um videoclipe com atuação do ator Aidan Gillen. Chatten descreveu o single como "uma lista de regras para si mesmo". Três outros foram lançados antes do álbum: "I Don't Belong", "Televised Mind" e "A Lucid Dream". A banda retornou ao The Tonight Show como convidados musicais, apresentando "A Hero's Death" em 28 de janeiro de 2021. O álbum foi indicado para Melhor Álbum de Rock no Grammy Awards de 2021, mas perdeu para o The New Abnormal dos Strokes.

### Skinty Fia
Em janeiro de 2022, a banda anunciou seu terceiro álbum de estúdio Skinty Fia. Foi lançado em 22 de abril de 2022. Para coincidir com o anúncio do álbum, a banda compartilhou seu primeiro single "Jackie Down the Line" com um videoclipe de acompanhamento.

## Membros
- Carlos O'Connell – guitarra, backing vocals
- Conor Curley – guitarra, piano, backing vocals
- Conor Deegan III – baixo, guitarra, backing vocals
- Grian Chatten – vocais, pandeiro
- Tom Coll – bateria, percussão, guitarra

## Discografia

### Álbuns de estúdio
- Dogrel (12 de abril de 2019) (Partisan)
- A Hero's Death (31 de julho de 2020) (Partisan)
- Skinty Fia (22 de abril de 2022) (Partisan)
- Romance (2024) (XL)

### Álbuns ao vivo
- Fontaines D.C. Live at Kilmainham Gaol (12 de junho de 2021) (Partisan)